# Platysaurus guttatus
Platysaurus guttatus là một loài thằn lằn trong họ Cordylidae. Loài này được Smith mô tả khoa học đầu tiên năm 1849.